# شفاه الصمت
شفاه الصمت هو فيلم مغربي من إخراج حسن بنجلون سنة 2001، و بطولة كل من السعدية لديب، عبد الإله عاجل، أمل عيوش، ثريا جبران، عبد الخالق فهيد، وغيرهم.
يُسلّط الفيلم الضوء على معاناة النساء في حالة عدم الإنجاب، سواء بسبب إصابة الزوجة بالعقم أو بسبب زوجها العقيم.

## القصة
قصة الفيلم حول زوجين ثريين يعانيان من العقم، فيلجان إلى مُشعوِذة تدّعي أنها قادرة على معالجة مشكلتهما، لأمر الذي سيجبرهماعلى دخول عالم المشعوذين والدجالين.

## روابط خارجية
- الفيلم على موقع السينما.كوم